# 白石山 (涞源)
白石山是位於中华人民共和国河北省保定市涞源县境内的一座山，也是太行山最北端的一座山。其最高峰海拔2,096米，白石山上有长城。
1995年白石山被評為国家风景名胜区。2001年，白石山被中华人民共和国国土资源部评定为国家地质公园。2005年12月被国家林业局评定为国家森林公园，被中華人民共和國國家旅游局评定为4A级国家旅游风景区。2006年，白石山风景区作為房山世界地质公园的一部分被联合国教育、科学及文化组织評為世界地质公园。2017年初被評為国家5A级旅游景区。